# SAY MY NAME.
SAY MY NAME.(セイマイネーム)は日本の4人組パンクバンドである。
2009年、小林光一(超飛行少年)・原俊平(master*piece)・北島敬大(Buzz72＋)・保利昭宏(master*piece)が集まり結成。
自主レーベルMELT DOWN RECORDSを立ち上げ活動をしていたが、2011年3月11日に発生した東日本大震災によりレーベル名自粛。そんな時に同じく自主レーベル兼事務所STARIVERを立ち上げ活動していたEND OF STARTと出会い意気投合、STARIVERをEND OF STARTとSAY MY NAME.の共同自主レーベル兼事務所とする。
2011年7月、ドラムの保利昭宏が脱退。ヘルプに長田勇気(超飛行少年)、轟隆(Buzz72＋)を入れて活動。
2011年10月、轟隆が正式メンバー加入。

## メンバー
- 小林光一　（こばやしこういち、1982年5月25日 -）　ボーカル、ギター　ex. 超飛行少年
- 原俊平　（はらしゅんぺい、1982年10月20日 -）　ギター　ex. master*piece
- 北島敬大　（きたじまのりひろ、1982年10月12日 -）　ベース　ex. Buzz72＋
- 轟隆　（とどろきたかし、1978年3月2日 -）　ドラムス　ex. Buzz72＋

元メンバー
- 保利昭宏（ほりあきひろ、1981年1月4日 -）　ドラムス　ex.master*piece

## ディスコグラフィー

### 会場限定盤
1. HAVE YOU EVER SEEN THE FUTURE?（2010年12月8日）MELT DOWN RECORDS
  1. MIND SCOPE
  2. Slope Song
  3. Save you
  4. BEDROOM MAGIC
2. Have A Nice Day（2011年8月21日）STARIVER
  1. Have A Nice Day
  2. FUTURE

## ミュージックビデオ
| 監督     | 曲名                  |
| 佐藤晋一 | 「Youth」「New Dawn」 |